# Gerald Patterson

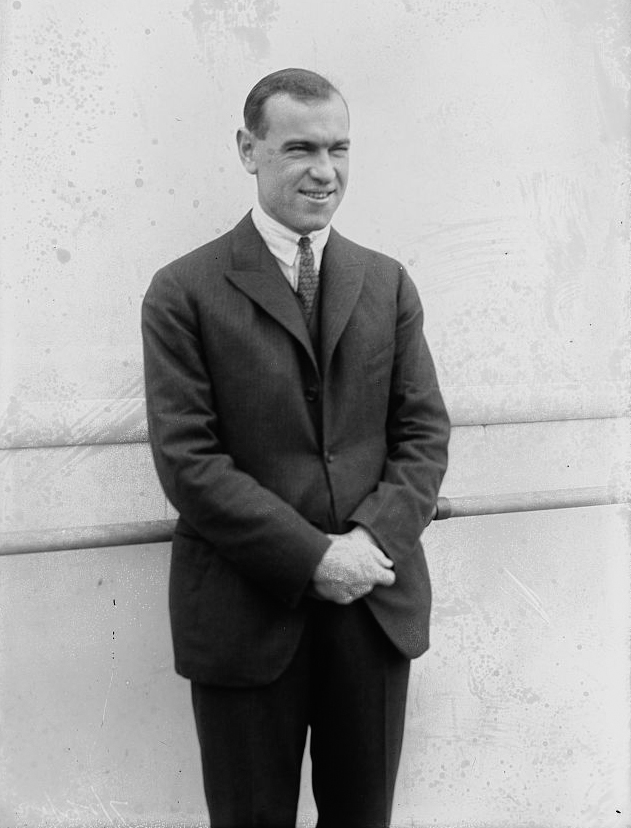
Gerald Patterson

Gerald Leighton Patterson, född 17 december 1895, Melbourne, Australien, död 13 juni 1967. Australisk tennisspelare. Gerald Patterson rankades som världsetta 1919, och var en av de tio högst rankade spelarna perioden 1919-25. 
Patterson upptogs 1989 i International Tennis Hall of Fame.

## Tenniskarriären
Gerald Patterson vann två singeltitlar i Wimbledonmästerskapen. Den första segern i turneringen vann han 1919 genom att besegra titelhållaren och landsmannen Norman Brookes med 6-3, 7-5, 6-2 i finalen (Challenge Round) i de första mästerskapen efter första världskriget. Året därpå (1920) mötte han som titelhållare amerikanen Bill Tilden i finalen och förlorade i fyra set. Tilden vann därmed sin första av tre singeltitlar i Wimbledon. 
År 1922 hade reglerna i Wimbledonturneringen ändrats så att Challenge Round avskaffats och samtliga spelare nu skulle spela igenom turneringen. Tilden ställde inte upp detta år. Patterson nådde finalen och besegrade där Randolph Lycett med 6-3, 6-4, 6-2. Som ett kuriosum kan nämnas att Lycett året innan ställt till skandal genom att uppträda kraftigt berusad på banan i turneringen.
Patterson noterade också en slutseger (1927 mot landsmannen John Hawkes) på fyra finaler i Australiska mästerskapen. I två av finalerna (1922 och 1925) förlorade han mot sin reslige landsman James Outram Anderson. 
Patterson vann under perioden 1914-27 fem dubbeltitlar i Australiska mästerskapen. En dubbeltitel tog han också i Amerikanska mästerskapen (1919) i par med Brookes. 
Tillsammans med Suzanne Lenglen vann han mixed dubbeln i Wimbledon 1920.

### Davis Cup-spelaren Patterson
Patterson deltog i Australasiens Davis Cup-lag 1920-22 och det australiska 1924-25 och 1928. Han spelade totalt 46 matcher, av vilka han vann 32, de flesta på gräsunderlag. Han besegrade därvid spelare som fransmännen Henri Cochet, Jean Borotra och René Lacoste, samt japanen Zenzo Shimizu. Däremot lyckades han, trots flera möten, inte besegra Bill Tilden eller Bill Johnston. Trots två finaler, vann hans lag inte cupen under den perioden. År 1946 var han icke spelande kapten för Australiens DC-lag.

## Spelaren och personen
Gerald Patterson var en reslig, kraftig och konditionsstark tennisspelare. Hanär bekant som en av de första företrädarna för modern krafttennis. Han hade en explosiv men varierad serve som han slog både rak och med olika slags spin. För sin serve blev han känd som the "Human Catapult". Många bländande servess varvade han dock ofta med en serie dubbelfel. Lyckade servar följde han gärna upp med nätattacker, där han ofta avgjorde direkt, framför allt med forehandvolley eller i förekommande fall med en hård välplacerad smash. Av grundslagen var dock bara hans forehanddrive av hög klass. Patterson prövade under säsongen 1925 en tennisracket av stål med metallsträngar. 
Bill Tilden berömmer i sin bok "The Art of Lawn Tennis" (1922) Pattersons serve och smash, det senare slaget kunde han "döda" från vilken del av banan som helst. Däremot, skriver Tilden,  hade Patterson en fundamentalt felaktig backhand, illa slagen med fel racketfattning. Den var dock ingalunda ofarlig. För övrigt var Pattersons styrka hans kondition och snabbhet, men han saknade strategisk blick och finess i sitt spel, enligt Tilden.

## Titlar iGrand Slam-turneringar
- Australiska mästerskapen
  - Singel - 1927
  - Dubbel - 1914, 1922, 1925, 1926, 1927
- Wimbledonmästerskapen
  - Singel - 1919, 1922
  - Mixed Dubbel - 1920
- Amerikanska mästerskapen
  - Dubbel - 1919